# Tamegroute
Tamegroute  (in arabo تامكروت‎?) è un centro abitato e comune rurale del Marocco situato nella provincia di Zagora, regione di Drâa-Tafilalet. Conta una popolazione di 21 603 abitanti (censimento 2014).